# Blondie
Blondie je americká rocková skupina, kterou založili zpěvačka Deborah Harry a kytarista Chris Stein. Skupina se stala průkopníkem americké new wave a punkové scény v jejich počátcích v druhé polovině 70. let. První dvě studiová alba byla silně ovlivněna těmito žánry. Přestože díky nim získala skupina úspěch ve Spojeném království a Austrálii, v USA byla stále považována za undergroundovou skupinu. Nicméně poté, v roce 1978 co vydala album Parallel Lines, se stala celosvětově známou a toto album následovaly hity jako „Heart of Glass“, „Call Me“, „Rapture“ nebo „The Tide Is High“. Jejich rozmanitý repertoár zahrnuje různé styly přes disco, pop, reggae či hip-hop.
Poté, co v roce 1982 vydali své šesté studiové album The Hunter, se rozpadla. Zpěvačka Debbie Harry tak pokračovala ve své sólové kariéře, přičemž měla rozmanité úspěchy a to především kvůli péči o svého partnera Chrise Steina, kterému byla diagnostikována ojedinělá autoimunitní kožní choroba pemphigus. V roce 1997 skupina opět obnovila činnost a v roce 1999 si získala popularitu skladbou „Maria“, která dosáhla 1. místa v britském žebříčku UK Singles Chart po 20 letech od vydání skladby „Heart of Glass“.
Následující roky skupina koncertovala po celém světě a v roce 2006 byla uvedena do Rock 'n' Rollové síně slávy. Celosvětově se predalo více než 40 milionů nahrávek skupiny Blondie. Desáté studiové album s názvem Ghosts of Download bylo vydáno v roce 2014 a zatím poslední jedenácté studiové album Pollinator vyšlo 5. května 2017.

## Historie
Počátky skupiny sahají do října 1973, kdy se setkali zpěvačka Deborah Harry, která byla původně koncem 60. let členkou folkrockové skupiny The Wind in the Willows a kytarista Chris Stein, který se v roce 1973 stal členem skupiny Stilettoes. Oba se potkali ve známém newyorském klubu CBGB. Původně vystupovala skupina pod názvem Angel and the Snake, ale později, v srpnu 1974, se přejmenovala na Blondie. Deborah Harry řekla, že název vznikl podle pokřikování řidičů nákladních aut, když ji na cestě předjížděli: „Hey, Blondie“. V roce 1974 byl krátce členem skupiny českoamerický kytarista Ivan Král.

## Členové

### Současní
- Debbie Harry – hlavní vokály (1974–1982, 1997–současnost)
- Chris Stein – kytara, basová kytara (1974–1982, 1997–současnost)
- Leigh Foxx – basová kytara (studiový a koncertní hudebník: 1997–2004; 2004–současnost)
- Matt Katz-Bohen – klávesy, klavír, varhany (2008–současnost)
- Tommy Kessler – kytara (2010–současnost)

### Bývalí
- Clem Burke – bicí, perkuse, doprovodný zpěv (1974–1982, 1997–2025; zemřel)
- Fred Smith – basová kytara (1974–1975)
- Billy O'Connor – bicí (1974–1975; zemřel 2015)
- Ivan Král – kytara (1974; zemřel 2020)
- Jimmy Destri – klávesy, klavír, syntezátor, varhany, doprovodný zpěv (1974–1982, 1997–2004)
- Gary Valentine – basová kytara, kytara(1975–1977, 1997)
- Frank Infante – kytara, basová kytara, doprovodný zpěv (1977–1982)
- Nigel Harrison – basová kytara (1978–1982, 1997)
- Paul Carbonara – kytara, doprovodný zpěv (1997–2010)
- Kevin Patrick (jako Kevin Topping) – klávesy, klavír, doprovodný zpěv (2003–2007)
- Jimi K Bones – kytara (2003)

## Diskografie
Studiová alba
- Blondie (1976)
- Plastic Letters (1978)
- Parallel Lines (1978)
- Eat to the Beat (1979)
- Autoamerican (1980)
- The Hunter (1982)
- No Exit (1999)
- The Curse of Blondie (2003)
- Panic of Girls (2011)
- Ghosts of Download (2014)
- Pollinator (2017)